# Wünschmann-Haus

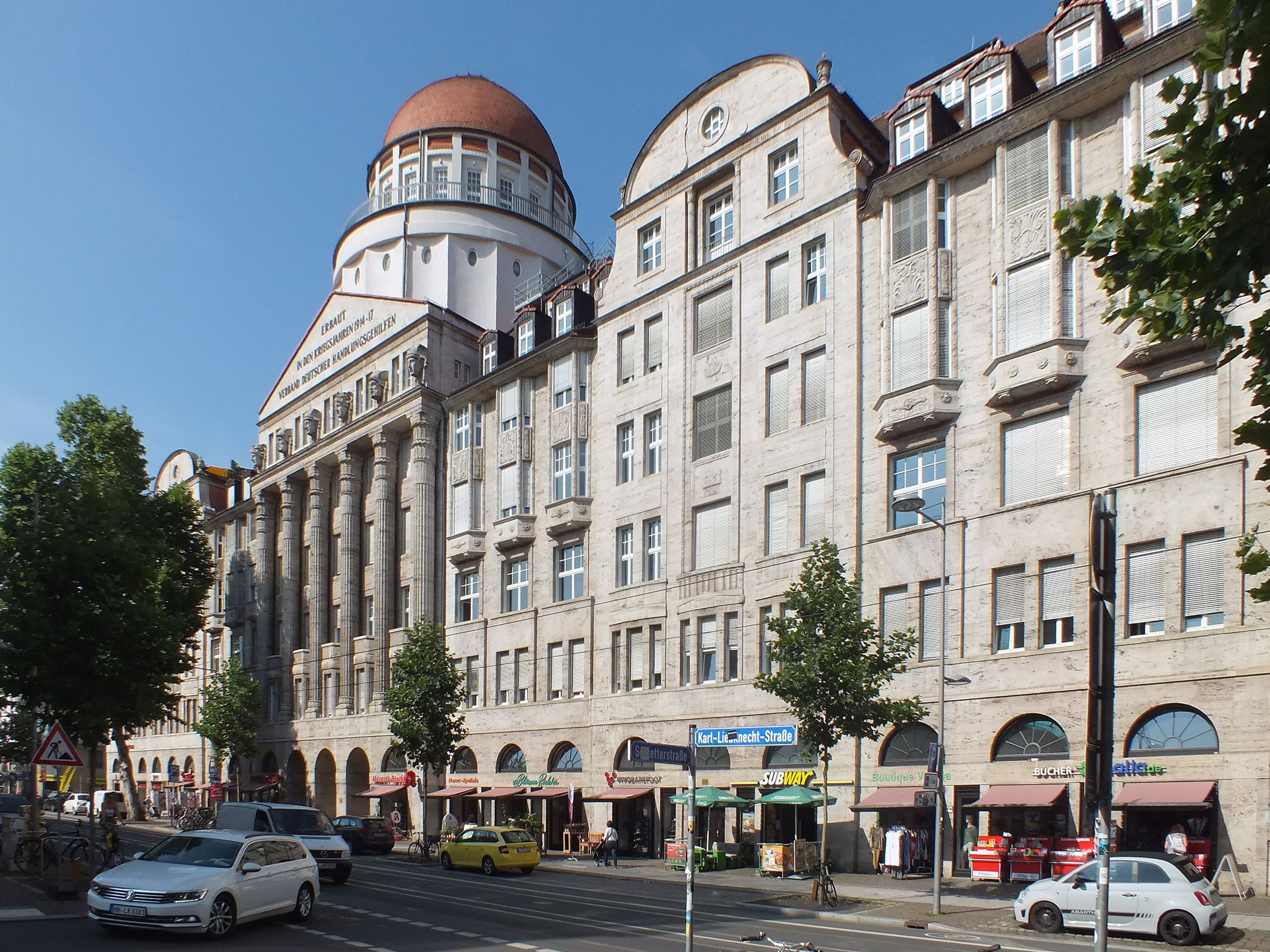
Das Wünschmann-Haus in Leipzig (2019)

Das Wünschmann-Haus (früher Haus Deutscher Handlungsgehilfen) ist ein Wohn- und Geschäftshaus an der Karl-Liebknecht-Straße 8–14 in der Inneren Südvorstadt von Leipzig. Es steht unter Denkmalschutz. (Nicht zu verwechseln mit „Wünschmanns Hof“, Dittrichring 18–20)

## Geschichte
Das Gebäude wurde während des Ersten Weltkriegs in den Jahren von 1914 bis 1917 nach Plänen des Leipziger Architekten Georg Wünschmann (1868–1937) errichtet. Bauherr war der Verband Deutscher Handlungsgehilfen, ein Vorläufer des Gewerkschaftsbundes der Angestellten. Der Name des Hauses war deshalb Haus Deutscher Handlungsgehilfen.

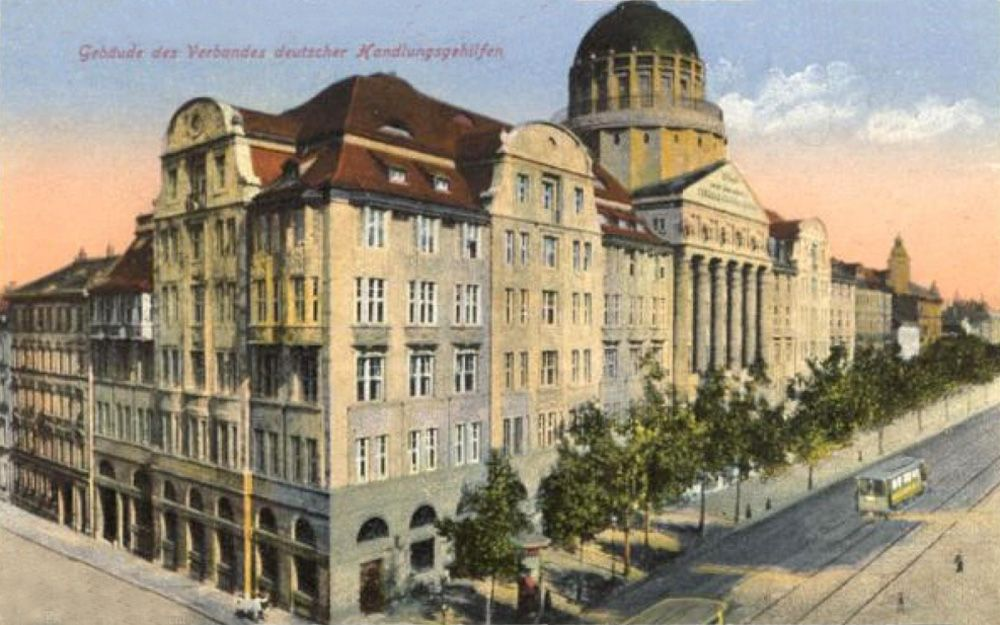
Das Haus um 1920

Zuvor hatte 1847 auf einem Teil des Geländes der Leipziger Orthopäde Moritz Schreber (1808–1861) seine „Orthopädisch-gymnastische Heilanstalt“ errichtet und bis 1861 betrieben.
Einer der Hauptmieter war ab 1917 die Große Leipziger Straßenbahn. Ebenfalls im neuen Haus wurde 1917 ein Kriegswirtschaftsmuseum eingerichtet, aus dem 1919 ein Reichswirtschaftsmuseum hervorging. Ab 1946 gehörte das Gebäude dem FDGB.
Nach der deutschen Wiedervereinigung wurde es durch ein familiengeführtes Unternehmen aus Baden-Württemberg übernommen und von 1993 bis 1996 aufwändig saniert und mit einer Tiefgarage mit 60 Stellplätzen sowie 25 hochwertigen Wohnungen ausgestattet und als Wünschmann-Haus benannt. Die Leipziger Verkehrsbetriebe (LVB) entwickelten sich zum Dauermieter, sodass das Haus mitunter auch Haus der Leipziger Verkehrsbetriebe genannt wurde.
2013 zog die LVB in ihr neues Verwaltungsgebäude am Georgiring, und 2015 wurde das Gebäude an einen neuen Besitzer verkauft, eine Investorengemeinschaft aus der Montis Real Estate und zwei Privatinvestoren. Nach umfangreichen Sanierungs- und Modernisierungsarbeiten herrschte Vollvermietung mit langfristigen Mietverträgen.
Seit 2024 ist der Kunstverein „47m Contemporary“ in den oberen Geschossen des Wünschmann-Hauses beheimatet und veranstaltet hier Ausstellungen moderner Kunst.

## Architektur
Das Gebäude misst entlang der Karl-Liebknecht-Straße knapp 100 Meter mit 23 Fensterachsen. Es besitzt drei nach Westen gerichtete Seitenflügel unterschiedlicher Länge, von denen der mittlere bis zum Floßplatz reicht. Sie umschließen zusammen mit Nachbargebäuden zwei Innenhöfe. Der Gesamtkomplex verfügt über etwa 12.000 m² Nutzfläche.
Die monumental gestaltete Fassade des fünfgeschossigen Gebäudes ist mit Travertin verkleidet. Über den Türen und Fenstern des Erdgeschosses, das Einzelhandel beherbergt, befinden sich Halbkreisfenster. Am portikusartigen Mittelteil erheben sich über vier Stockwerke sechs kannelierte Säulen. Auf ihrem Architrav stehen sechs vollplastische große Kopffiguren. Ein Attikageschoss dahinter wird abgeschlossen durch einen Dreiecksgiebel mit der Inschrift ERBAUT | IN DEN KRIEGSJAHREN 1914–17 | VERBAND DEUTSCHER HANDLUNGSGEHILFEN. Die Seitenteile der Straßenfront besitzen in ihrer Mitte einen flachen dreiachsigen Risalit, der in einem rundbogig bekrönten Zwerchhaus endet. Daneben fassen je drei Erker die oberen beiden Stockwerke zusammen.

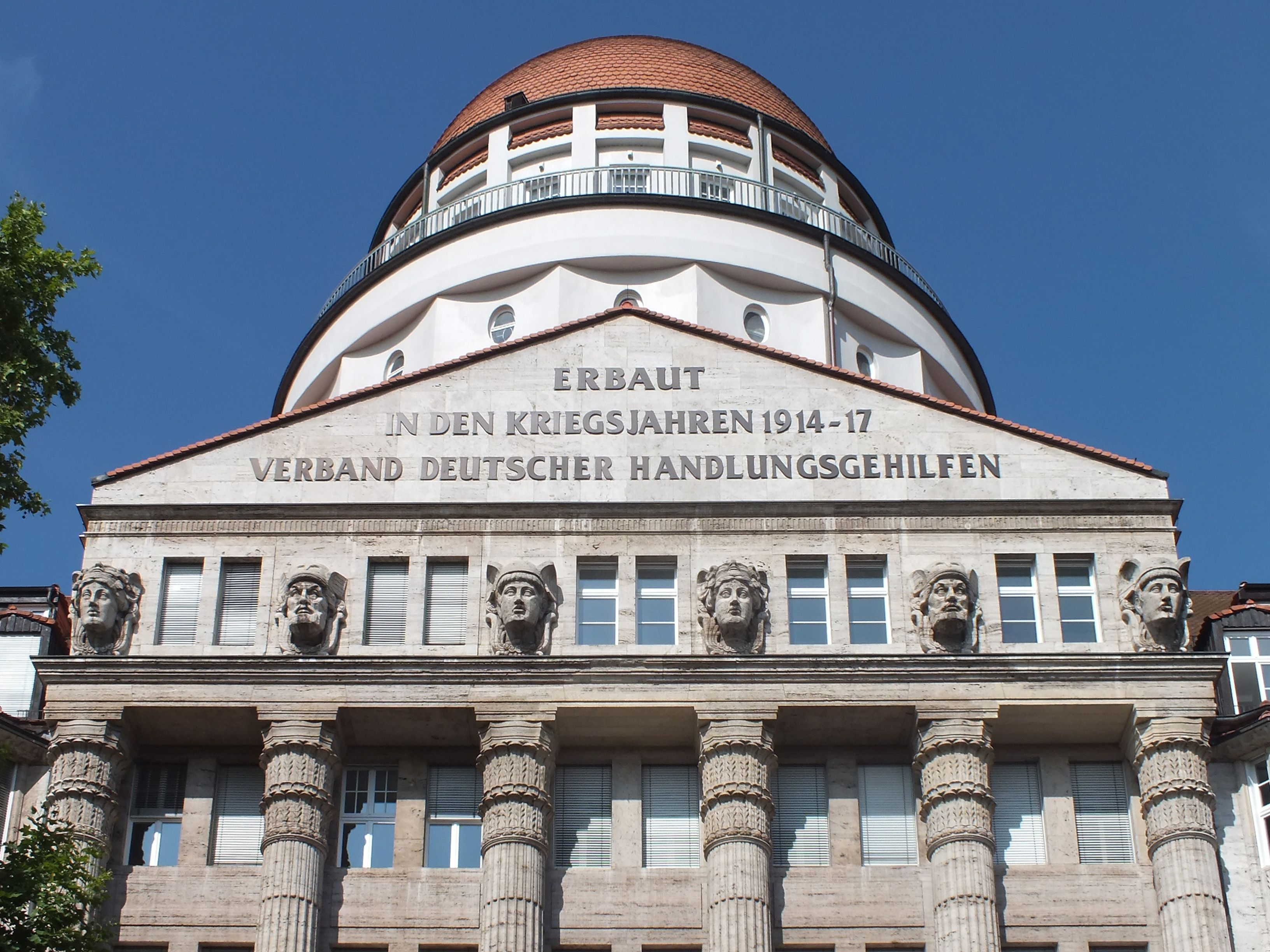
Zentraler Giebel
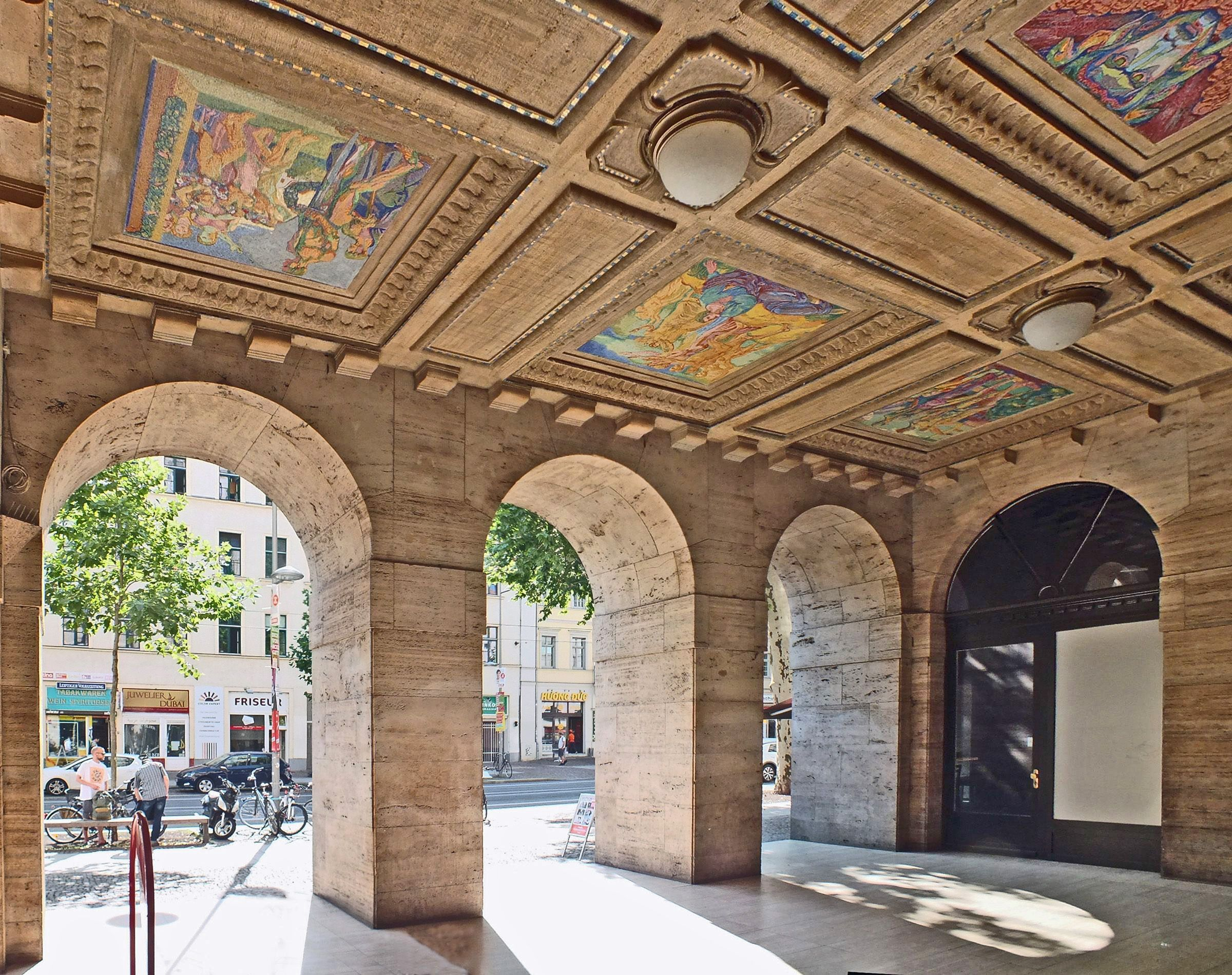
Eingangshalle
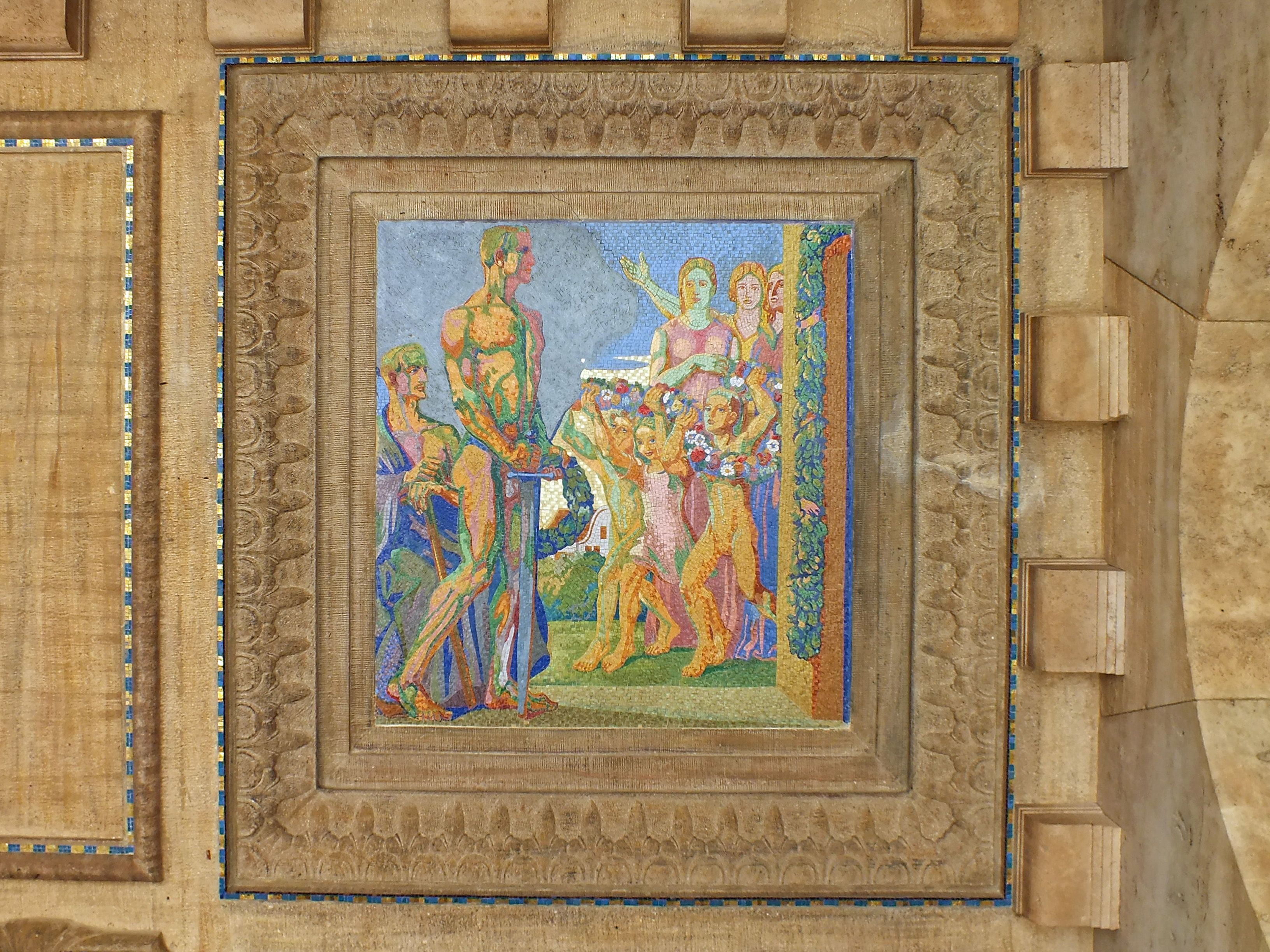
Glasmosaik der Eingangshalle
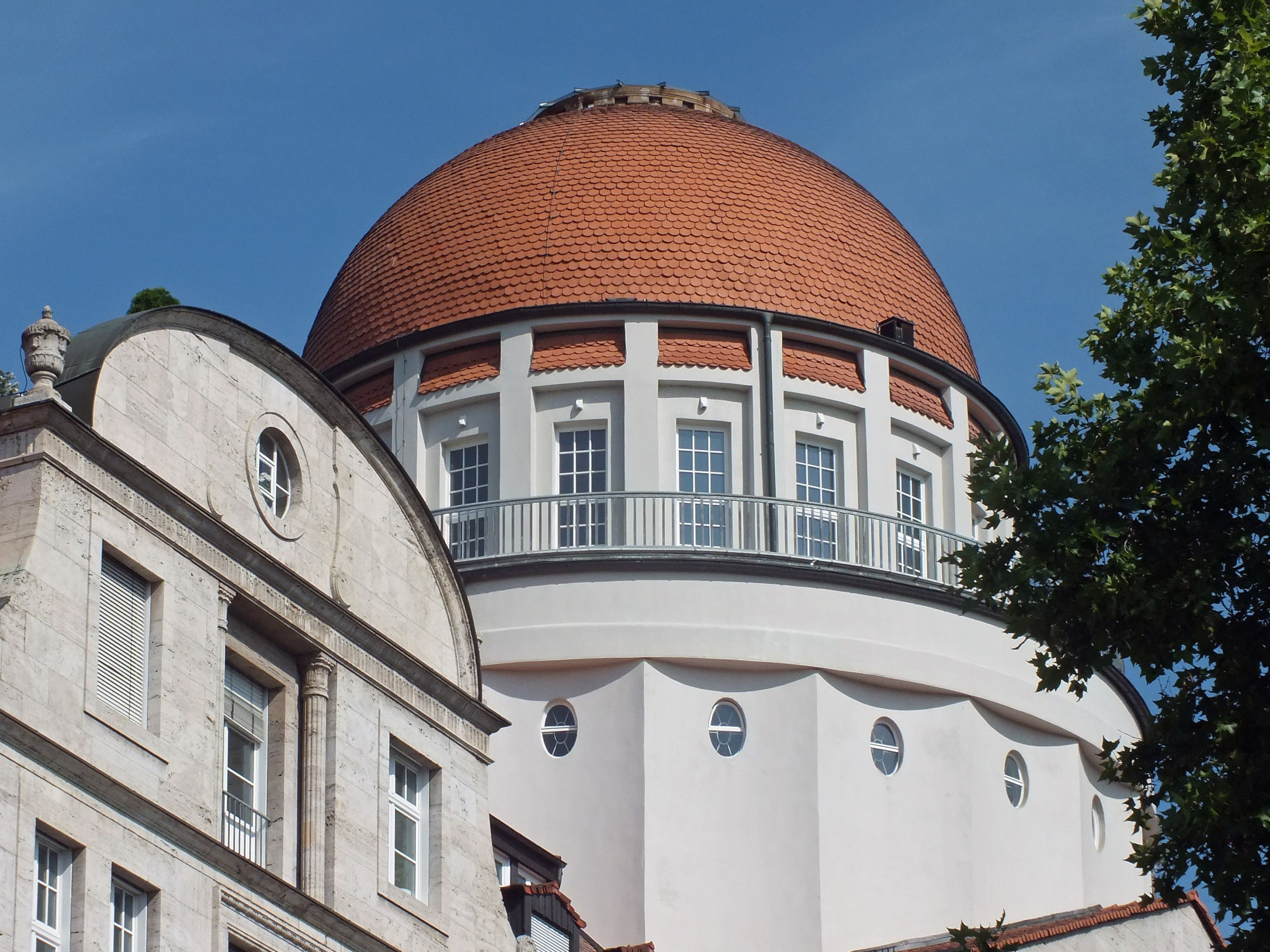
Der 47 m hohe Kuppelbau
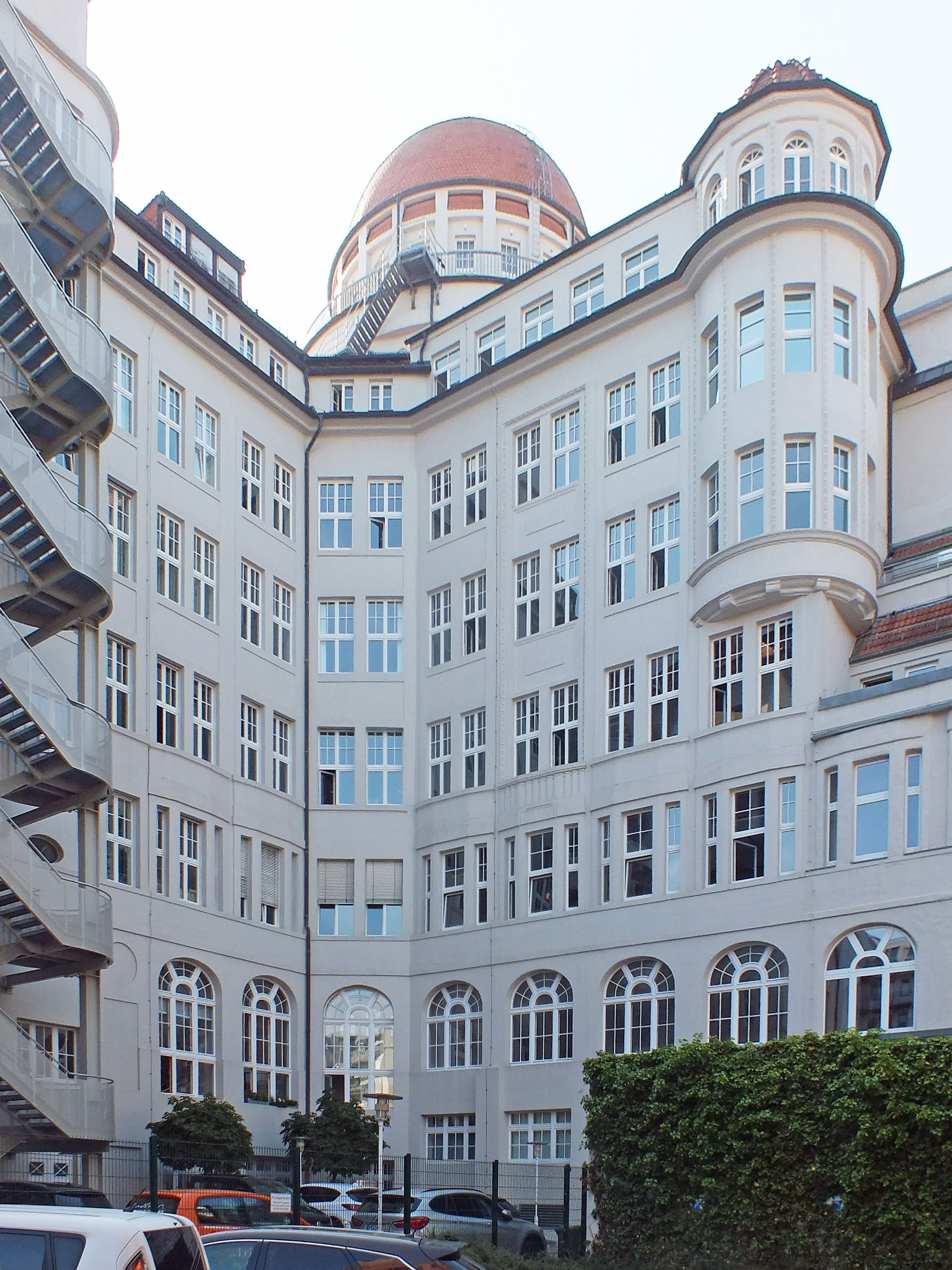
Einer der Innenhöfe

Drei rundbogige Eingänge im Mittelteil führen in eine offene Eingangshalle, deren kassettierte Decke mit sechs Glasmosaiken des Leipziger Malers Arthur Michaelis geschmückt ist. Dahinter lag eine Schalterhalle, in der bis 1993 ein Postamt betrieben wurde. Die Treppenhäuser und Durchgänge der Höfe sind mit
reliefierten Keramikplatten belegt.
Auf dem Walmdach mit je einer Reihe Giebel- und Schleppgauben erhebt sich ein zentraler Rundbau mit zwanzig flachen Kehlen und kleinen ovalen Fenstern. Darüber ruht, von einem Umgang umgeben, ein runder Saalbau von etwa achtzehn Meter Durchmesser mit zwanzig raumhohen Fenstern. Er steht für verschiedene Veranstaltungen zur Verfügung. Abgeschlossen wird der Bau durch ein halbkugelförmiges Dach, das eine Höhe von 47 Meter über Straßenniveau erreicht. Die Kuppel ist stadtbildprägend für die südliche Vorstadt von Leipzig.